# Space Hulk: Deathwing
Space Hulk: Deathwing (с англ. — «Космический скиталец: Крыло Смерти») — компьютерная игра в жанре шутер от первого лица, разработанная французскими компаниями Streum On Studio и Cyanide Studio и изданная Focus Home Interactive. Игра вышла на ПК 14 декабря 2016 года, на PlayStation 4 — 24 мая 2018 года. Сюжет, антураж и ряд элементов игры основаны на настольном варгейме Space Hulk.

## Сюжет
Космическим десантникам из первой роты ордена Тёмных Ангелов Крыло Смерти поручено пробраться на борт недавно вышедшего из варпа космического скитальца «Олефрус», в глубинах которого расположен корабль ордена «Воля Калибана», хранящий секреты ордена времен Ереси Хоруса.

## Игровой процесс
Игроку доступны состоящая из девяти уровней однопользовательская кампания, которую можно проходить совместно, а также кооперативный режим до четырёх игроков с пятью различными классами.
На протяжении однопользовательской кампании игроку предстоит поочередно играть за апотекария Наума, библиария Эпистолярия и терминатора Варахиила. Каждый из них имеет собственный стиль игры, по мере развития событий каждый из них способен развить умения по трём различным путям за счёт получаемых за выполнение миссий «очков рвения». В то же время при переходе на новый уровень весь набранный опыт обнуляется. Игрок имеет возможность отдавать команды («иди», «стой», «следуй за мной» и «лечи») своим соратникам, которые также могут взламывать двери и перепрограммировать боевые турели. В случае крайней необходимости отряд из трёх космодесантников может ограниченное число раз телепортироваться на орбитальный корабль, где дозволено восстановить здоровье и пополнить боеприпасы.
Космодесантники имеют доступ к различному оружию (которое может заклинивать) и мощным терминаторским силовым доспехам, из-за которых они крайне медлительны и неповоротливы. Противником являются контролирующие скиталец тираниды, представленные обычными генокрадами, гибридами-генокрадами и эволюционировавшими гибридами, каждый из этих видов имеет особо опасную особь (повелитель выводка, псайкер-гибрид и воин генокрадов).
Согласно канону большая часть боёв происходит в коридорах и различных локациях космического скитальца, что накладывает свои отпечатки: по коридору может пройти лишь один терминатор, а многочисленные архитектурные элементы более открытых пространств являются идеальным местом для укрытия.
Каждый уровень содержит от двух до пяти коллекционных предметов, которые все вместе поведают игроку отдельную историю и дадут доступ к 3D-модели космодесантника.
Для многопользовательской игры доступно восемь игровых карт.

## Разработка
| Системные требования | Системные требования                                    | Системные требования                           |
| -------------------- | ------------------------------------------------------- | ---------------------------------------------- |
|                      | Минимальные                                             | Рекомендуемые                                  |
| Microsoft Windows    |                                                         |                                                |
| ОС                   | Windows (7 / 8 / 10) (64-bit)                           | Windows (7 / 8 / 10) (64-bit)                  |
| ЦПУ                  | Intel Core i5-2400/AMD FX-8320                          | Intel Core i7-3770/AMD FX-8350                 |
| Объём ОЗУ            | 8.0 ГБ                                                  | 8.0 ГБ                                         |
| Место на диске       | 40 ГБ                                                   | 40 ГБ                                          |
| Видеокарта           | AMD Radeon HD 7870 (2 ГБ)/NVIDIA GeForce GTX 660 (2 ГБ) | NVIDIA GTX 970 (4 ГБ)/AMD Radeon R9 290 (4 ГБ) |
| Устройства ввода     | клавиатура, компьютерная мышь                           | клавиатура, компьютерная мышь                  |

Игра была разработана на игровом движке Unreal Engine 4. Соавтором сценария выступил работающий в издательском подразделении Games Workshop Black Library писатель Гэвин Торп. Разработкой игры занимались французские студии Streum On Studio и Cyanide Studio, издателем выступил Focus Home Interactive. Для ПК игра вышла 14 декабря 2016 года, версия для Playstation 4 вышла 24 мая 2018 года.
22 мая 2018 года для ПК (бесплатно) и PS4 вышло Enhanced Edition, в котором разработчики вносили систему кастомизации игровых классов, ряд новых врагов, оружие, миссии и исправляли баланс, интерфейс и технические неполадки.
В августе 2018 года вышло бесплатное DLC «Infested Mines», добавляющее: новую игровую карту для однопользовательской и многопользовательской игры, дополнительный класс и режим. Также появились новые виды врагов, представляющих Хаос.

## Отзывы
| Сводный рейтинг | Сводный рейтинг | Сводный рейтинг |
| Издание         | Оценка          | Оценка          |
| Издание         | PC              | PS4             |
| --------------- | --------------- | --------------- |
| GameRankings    | 57,50 %         | 51,00 %         |

Оценка агрегатора рецензий Metacritic составляла 58 баллов на основании 46 профессиональных обзоров.
Журналист российского издания Игромания Константин Иванов дал игре оценку в 7 баллов из 10 возможных. К достоинствам он отнёс атмосферу, разнообразие оружия и эффектные бои, к недостаткам — однообразие игрового процесса, технические неполадки и ряд несоответствий между сценарием и каноном Warhammer 40,000.
Оценка рецензента Riot Pixels Cybersvine составила 53 %. Он отметил удачную графику и атмосферу, раскритиковав искусственную сложность и однообразие игрового процесса.
Журналист сайта 3DNews Daily Digital Digest Алексей Апанасевич оценил игру на 6 баллов. Из положительных сторон он отметил стилистику и атмосферу игровой серии, а также звуковые эффекты, из недостатков — однообразие и слабую систему прокачки персонажей.
Игра получила оценку «Проходняк» от сотрудника сайта Stopgame Степана Пескова. Похвалу вызвали верность разработчикам канону Space Hulk и Warhammer 40,000, а также игровой дизайн. Критике подверглись элементы тактики и простота сражений.
Обозреватель украинского сайта «ITC» Олег Данилов дал игре 3,5 балла. К положительным сторонам он отнёс переданную атмосферу и канон Warhammer 40,000, к отрицательным — слабый искусственные интеллект, оптимизацию игры и технические неполадки
Летом 2018 года, благодаря уязвимости в защите Steam Web API, стало известно, что точное количество пользователей сервиса Steam, которые играли в игру хотя бы один раз, составляет 236 698 человек.